# آن بيرسون فايسه
آن بيرسون فايسه (بالإنجليزية: Anne Pierson Wiese)‏ (1964، نيويورك في الولايات المتحدة)؛ كاتِبة وشاعرة أمريكية.